# Rekenhulpmiddel

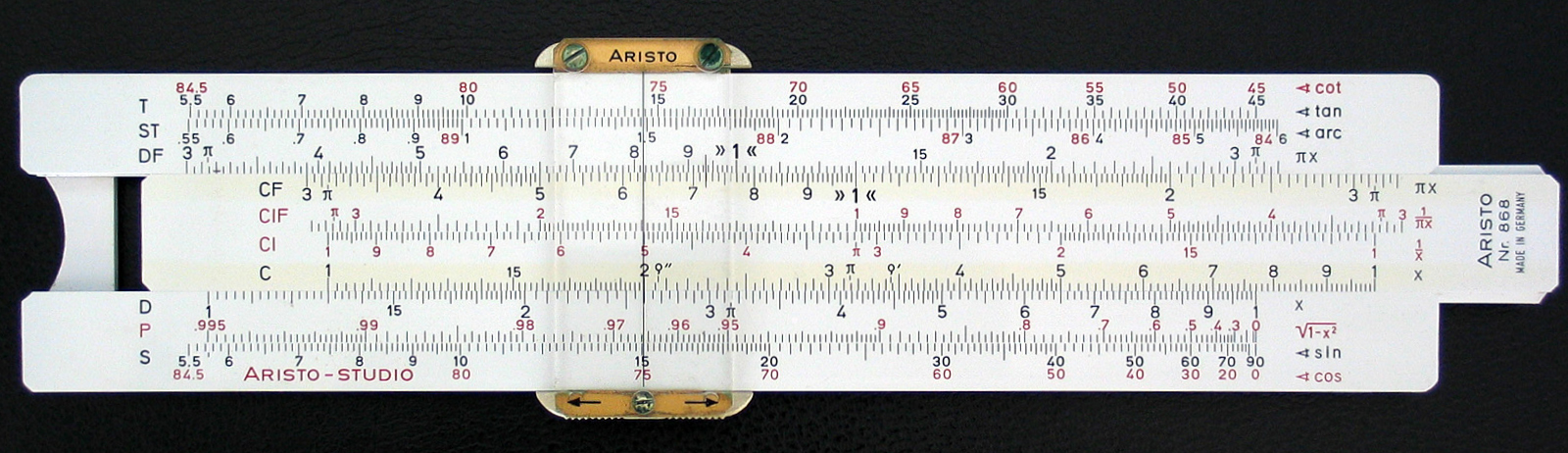
Rekenliniaal

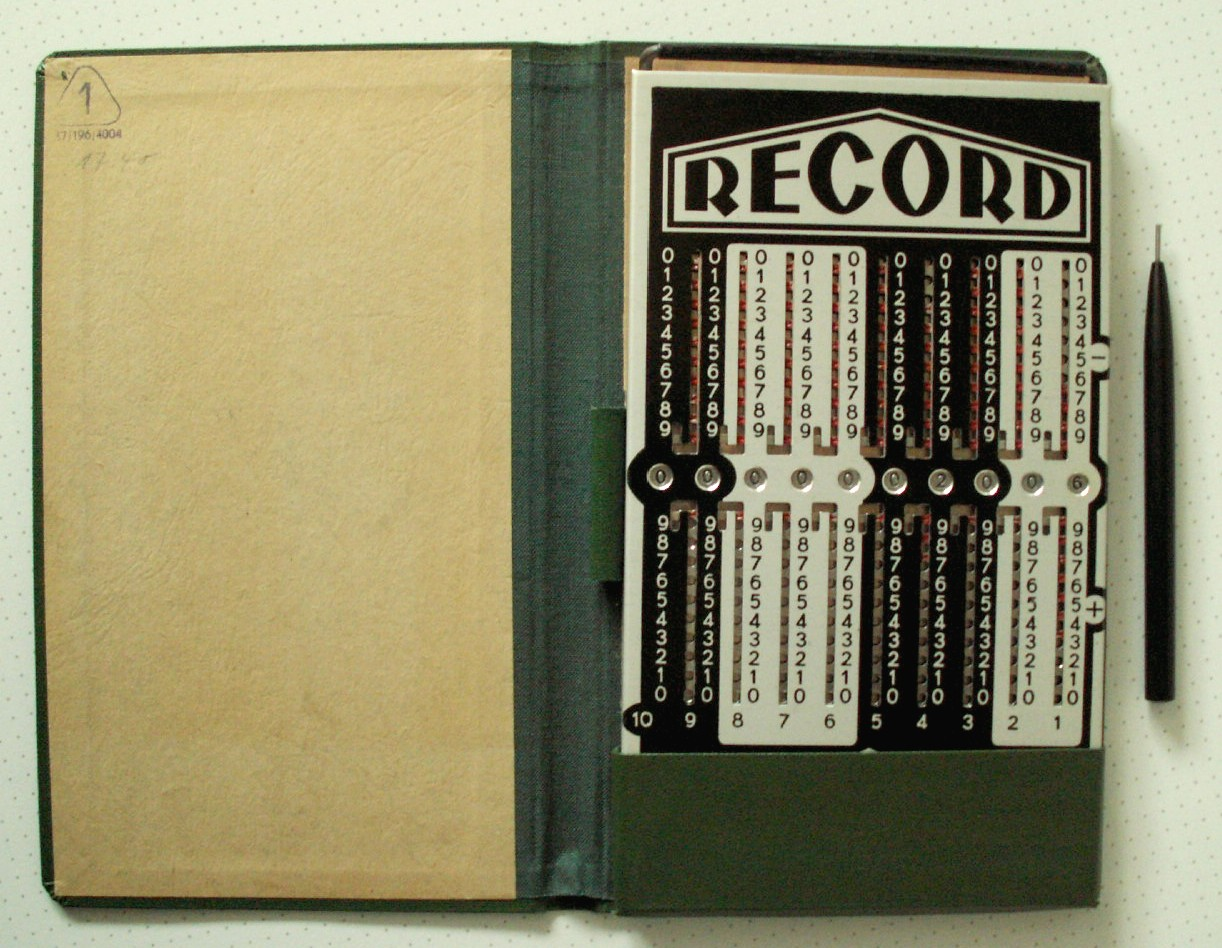
Optelapparaat

Een rekenhulpmiddel is middel of een voorwerp dat ervoor dient mensen te ondersteunen bij het rekenen. De eerste rekenhulpmiddelen voor eenvoudige opgaven waren losse voorwerpen zoals stenen en vingertellen. Het oudst teruggevonden rekenhulpmiddel is een kerfstok van 30.000 jaar oud. De abacus of telraam was een vroeg rekenhulpmiddel. Een voorbeeld daarvan is de Tibetaanse abacus met losse stenen. Pen en papier kunnen ook als rekenhulpmiddel worden gerekend. Later kwamen de rekenliniaal, de rekenmachine en de computer.
Er kan verschil tussen instrumenten en machines worden gemaakt, die als rekenhulpmiddel kunnen dienen. Iemand die een instrument als hulpmiddel gebruikt, voert zelf nog een deel van de berekening uit. Logaritmetafels en de tafels van vermenigvuldiging kunnen als een instrument worden gezien, maar duidelijker zijn de rekenliniaal en de proportionaalpasser. Iemand die een rekenmachine gebruikt hoeft alleen de getallen en de gewenste bewerking in te voeren, dan rekent de machine het antwoord uit.